# Silene caliacrae
Silene caliacrae är en nejlikväxtart som beskrevs av Jordanov och Panov. Silene caliacrae ingår i släktet glimmar, och familjen nejlikväxter. Inga underarter finns listade i Catalogue of Life.